# 小行星18672
小行星18672（18672 Ashleyamini）是一颗绕太阳运转的小行星，为主小行星带小行星。该小行星于1998年3月20日发现。

## 轨道参数
小行星18672的轨道半长轴为2.5794070 UA，离心率为0.076。